# 羅姓角八仙棚
羅姓角八仙棚是一個在臺灣臺南學甲羅姓角聚落的重要藝閣，同時祂也是慈濟宮刈香與上白礁謁祖祭典等廟會活動後段隊伍的護衛，並且由於陣頭對於傳統的堅持，也獲得登入為文化部重要民俗文化殊榮。

## 淵源
臺南學甲區的羅姓角聚落位於慈濟宮東邊並相比鄰，因而自古此地羅姓的族人便以慈濟宮作為聚落的信仰中心，故而也並未獨立創建屬於自己的角頭廟宇。然而，由於羅姓角沒有屬於自己宮廟以及神轎轎班，而當初在地羅姓角的先祖們，為了能參與學甲慈濟宮的刈香與上白礁謁祖祭典等廟會活動，索性創立了與自己姓氏相關淵源的 – 羅姓角八仙棚，此後慈濟宮每有宗教活動羅姓角也都能參與盛會。此外，因羅姓角八仙棚的創立僅是單純為慈濟宮活動，因此羅姓角八仙棚也只有在學甲的香科才會出現，故也可以說祂是專屬於羅姓角頭與慈濟宮的一個特別陣頭，其他地方或者外地的廟宇活動中是不可能看到這個陣頭的。
會採用「八仙」作為陣頭主題，乃因八仙即分別代表了人世間男、女、老、幼四像，以及富、貴、貧、賤等的人間四種境遇，此外八仙棚藝閣中的八仙，其代表的涵義乃隱喻四維化八卦的深遠意境，其中更也點出本地角頭的主要姓氏「羅」（四維）字，整個陣頭正是為啟示子孫們需知曉慎終追遠、崇功報德、追溯祖源的重要涵義。八仙棚藝閣出陣情形與蜈蚣陣大致相同，不同之處只是扮演人數較少，僅有八位孩童扮演八仙而已，而八仙棚在遶境過程當中主要負責帶領第二段的隊伍，也因其擔當此一特殊的任務身分，因此祂又被稱作為 -「小蜈蚣」。

## 演出與特色
與後社集合宮的蜈蚣陣一樣，羅姓角八仙棚藝閣中小朋友所扮演的每一個角色，也必須在慈濟宮保生大帝神尊前擲筊來決定扮演適合的八仙身份，另外，參與演出的成員多半會以羅姓角頭的子弟或者是親友子女為主，當地代代傳承且年年參與上白礁遶境祭典活動。獲選的孩童們可說是百中選一彌足珍貴，是故當地居民深信，如幸運被選上裝扮八仙的孩童將會承蒙神明庇佑，且家人也認為孩子將會更益加地乖巧、健康，因而當地居民眾大多有親身體驗的經驗，且經常會爭相走告其他的親友們，這也充分的展現出人們對八仙文化的信仰熱愛。
在早年時蜈蚣陣與八仙棚都是藉由人力來扛動的，因為整個遶境路途遙遠，所以至今的香陣行列中一些表演的民俗藝陣，有大部分採取入廟時用步行做拜廟，拜完廟出廟之後便改搭車的形式，而羅姓角的「八仙棚」則仍還保留一步一腳印的傳統習俗，完全用人力推車走完全程遶境活動。只是為符合八仙棚的造型龍頭鳳尾，經羅姓宗親們在討論後決定，把需要用人力扛動的一些勞力，改為比較現代化的半機動人力推車（即採用車輪），不僅有機械的輔助且機動性又能更為強，最重要的是節省了大量的勞力，並且更能保留一步一腳印的傳統習俗，這著實紓解現在的閣棚耗費人力，又能解決找不到勞動工人與面臨後繼無人承接工作的窘境。
羅姓角八仙棚的主體造型也是採「神龍見首不見尾」的思維，以龍首作為頭而尾的部分則採用了「鳳」尾的造型，這是為了讓尾與頭有「等級」對應概念。另外，一般藝閣大多有日趨世俗化現象，相對的宗教性質也逐漸淡化，因而八仙棚也跟著轉變，在扮成了陣中的神仙人物後，小朋友會不時扔糖果與一些物品給沿途民眾，所有信眾也都會搶著糖果或零食吃，另外，因應這個世俗的思維，演出單位也會準備一些稍具價值的「摸彩卷」藉由演出者「撒」給民眾，而這是為了讓信眾討個吉利的概念。
在上白礁繞境的傳統中，整個香陣神轎與陣頭行列大略分成兩段，第一段原則上幾乎皆由蜈蚣陣作為領頭，而第二段則是由羅姓角八仙棚引領，各隊伍之間維持順暢的行進秩序，並且無論是參與廟宇的神轎亦或者陣頭皆嚴格規定須按照安排的「號次」前進，絕不可超越排於前列的號次，尤其不可超越蜈蚣陣與八仙棚。

## 傳承與保護
在傳統廟會閣棚中的藝閣，以八仙故事作為主題的目前於臺灣各地已甚極為罕見，加之羅姓角八仙又堅持以傳統方式進行出陣，雖說在扛閣的方式上做一個小改變，然整體上依舊保持非常的傳統形式，故而在2013年時由台南市傳統藝術審議委員會，以其展現傳統藝術價值，將其正式列冊為傳統藝術，且之後又獲得文化部重要民俗文化殊榮。

## 圖集

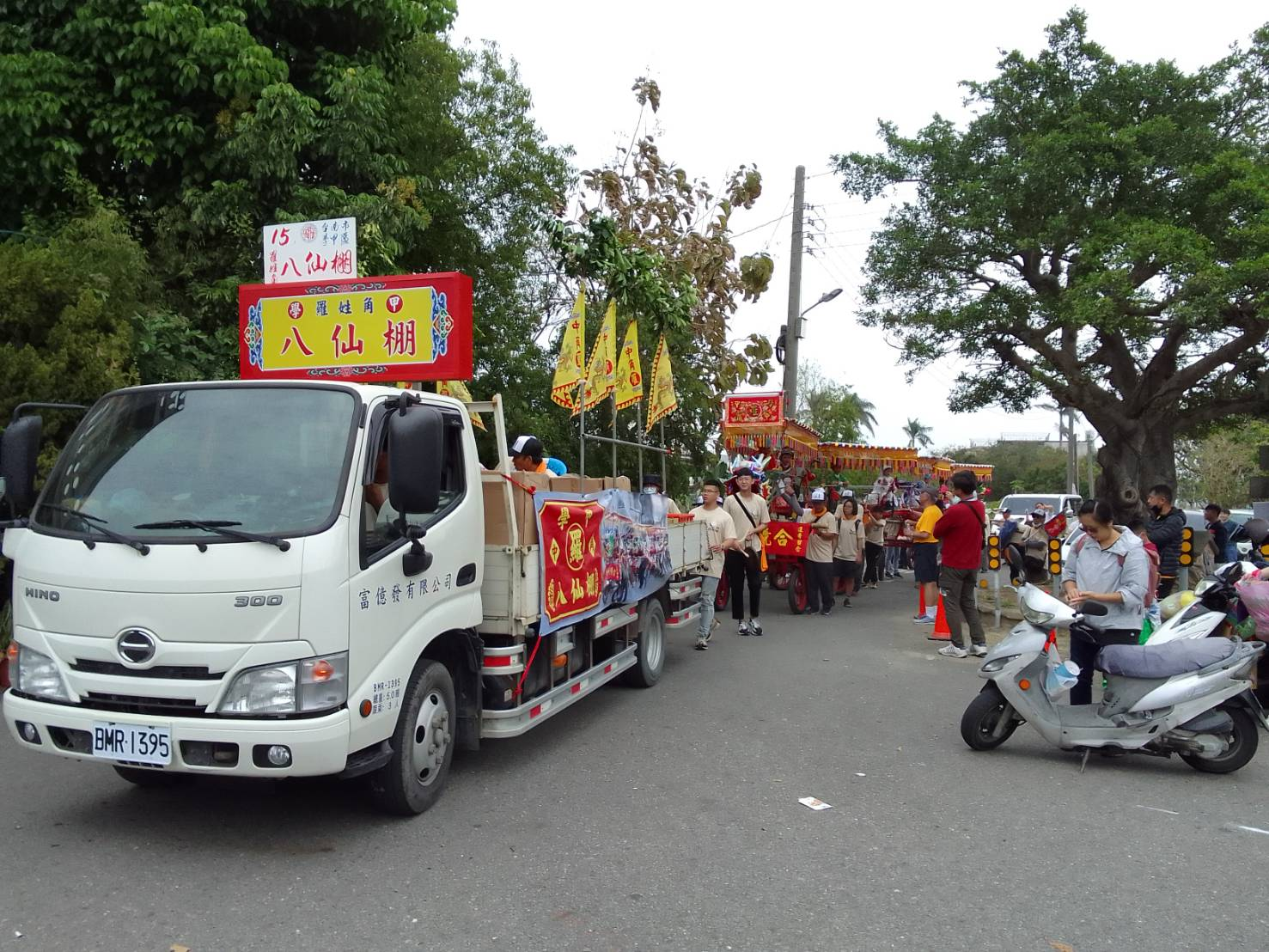
羅姓角八仙棚-出陣隊伍
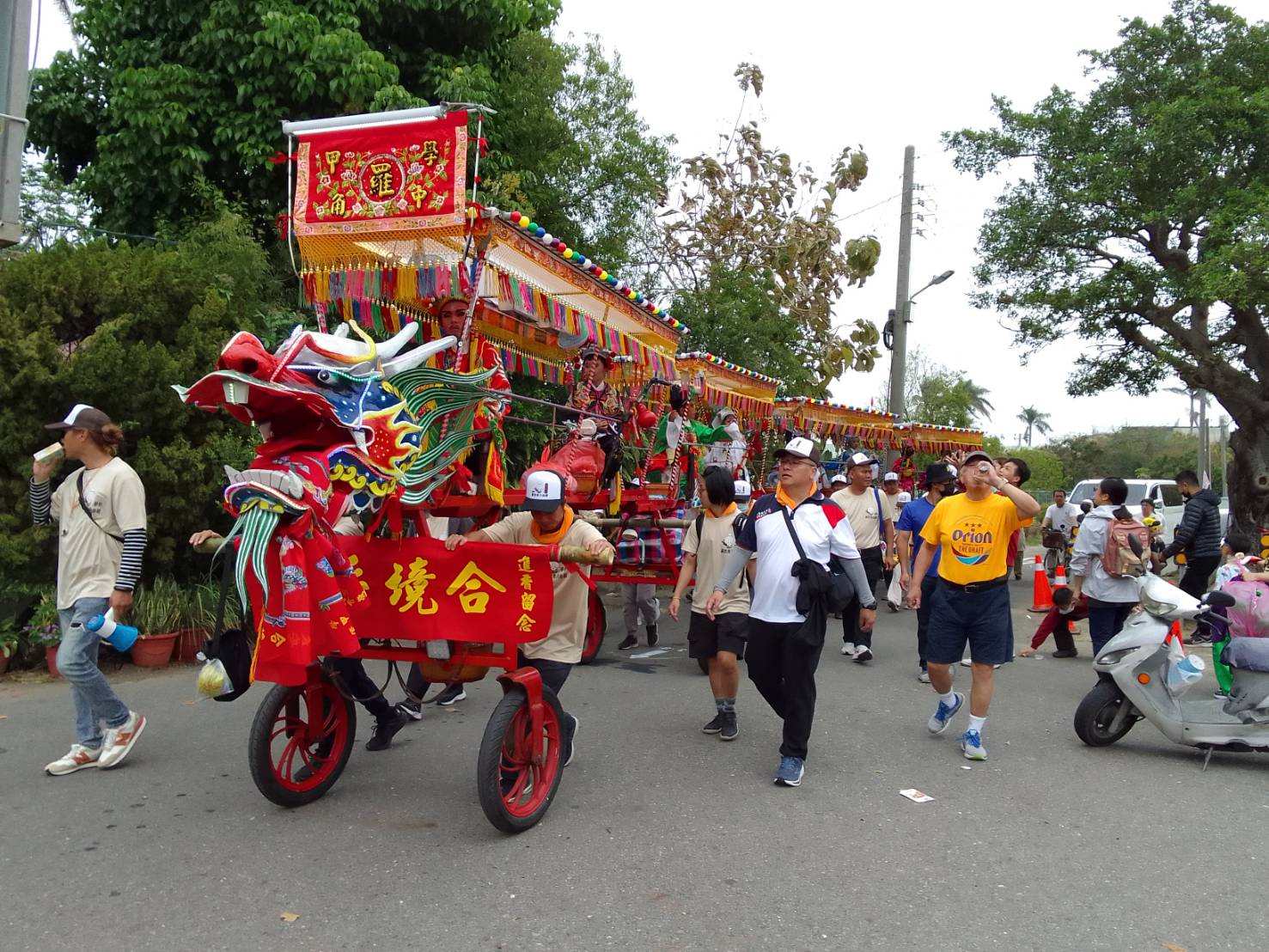
羅姓角八仙棚-龍頭
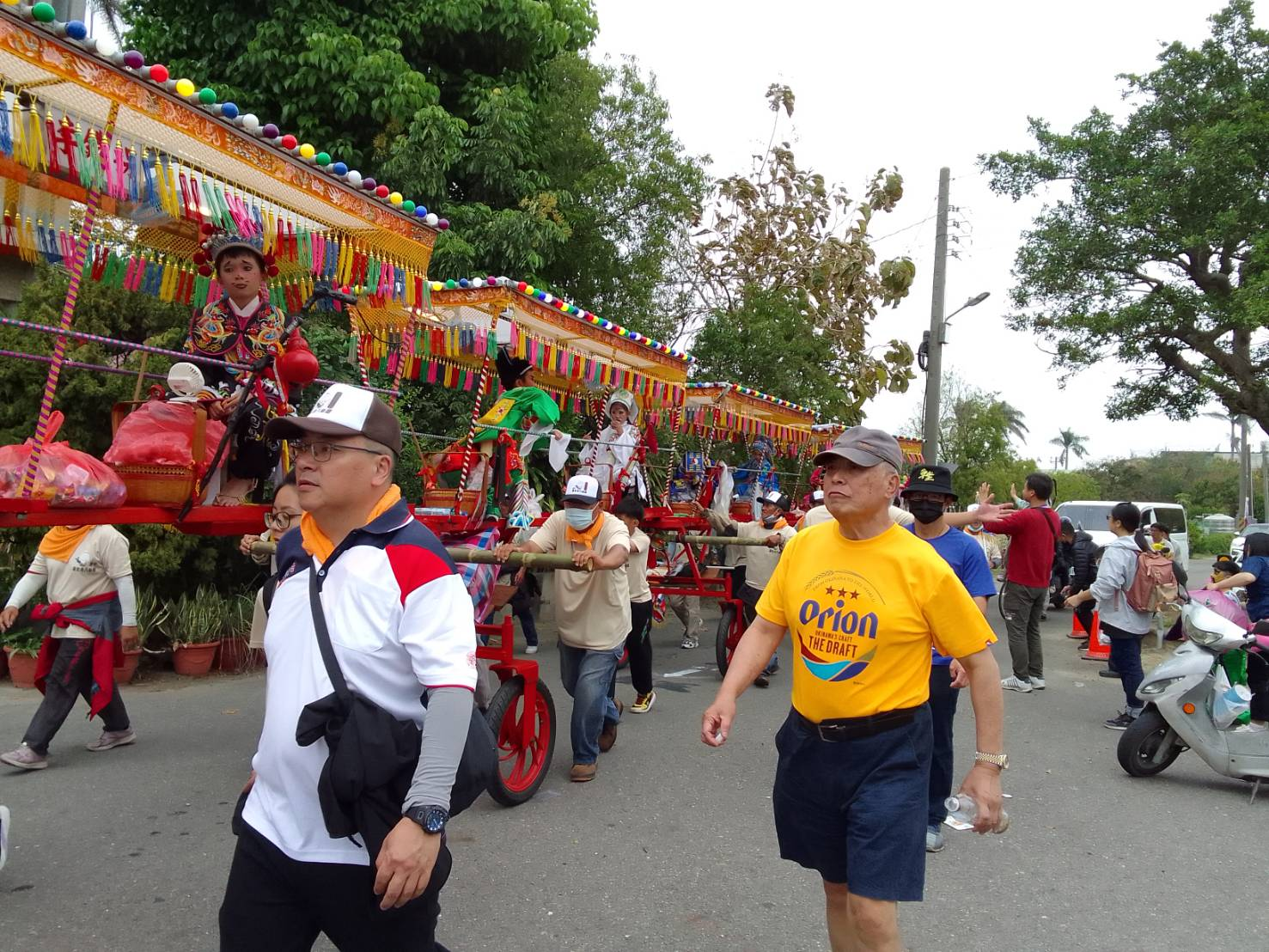
羅姓角八仙棚-八仙人物-1
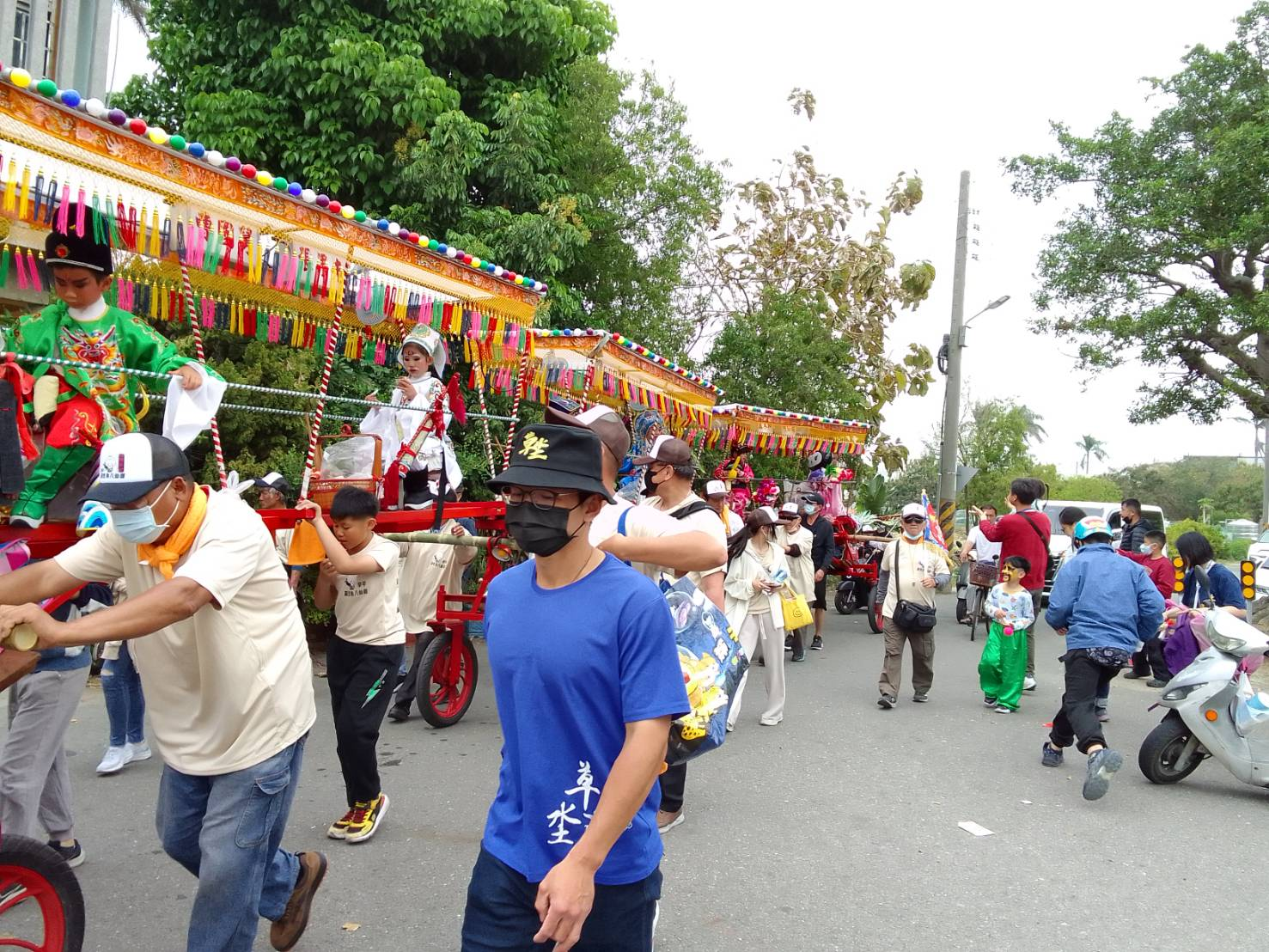
羅姓角八仙棚-八仙人物-2
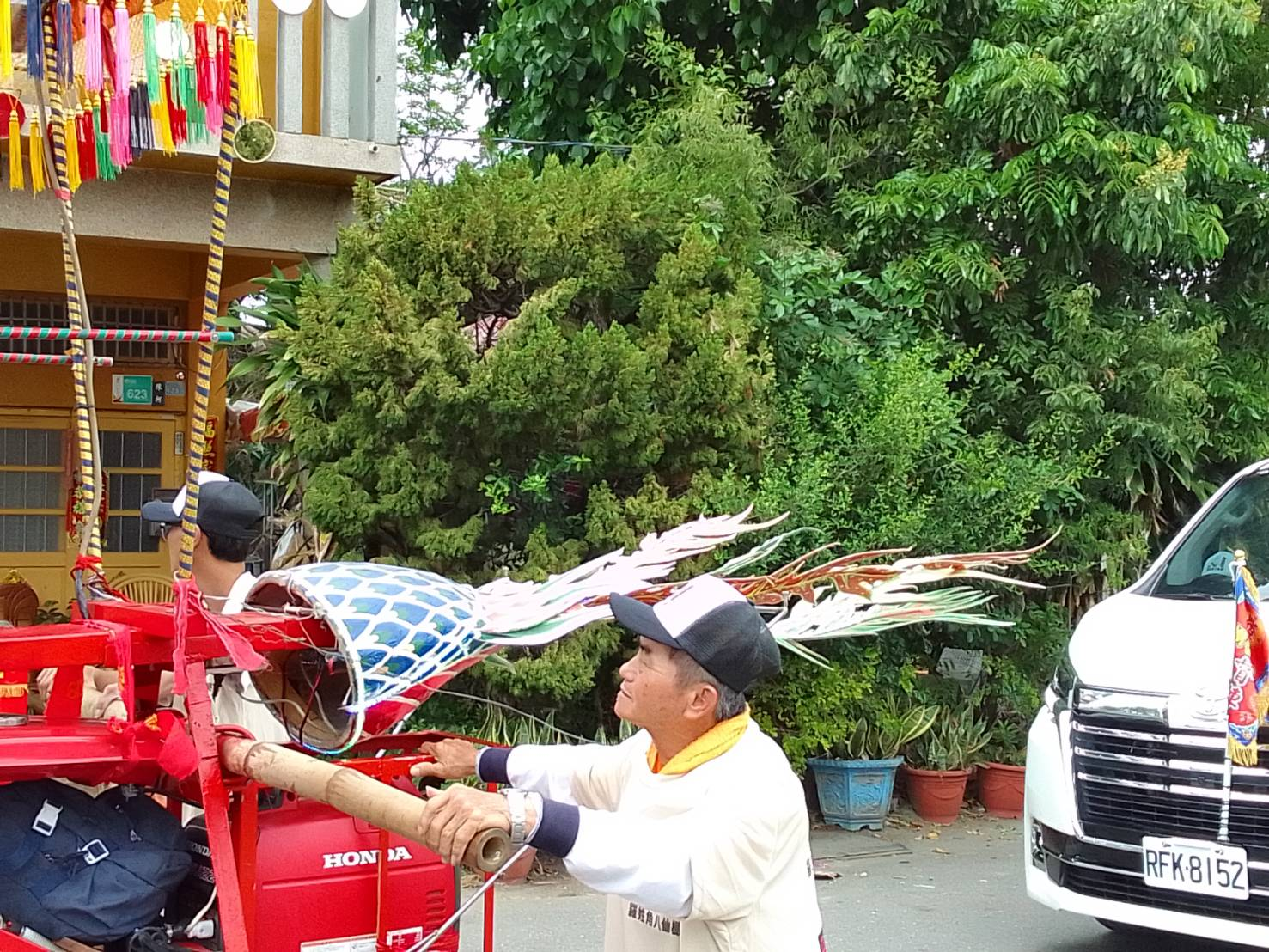
羅姓角八仙棚-鳳尾

## 資料來源
1. ↑  . news.tnn.tw.   [2023-09-08]. （原始内容存档于2023-09-08）.
2. ↑  . 社團法人臺灣學甲十三庄文史工作協會. 2015-12-22  [2023-09-08]. （原始内容存档于2023-09-08）.
3. ↑  臺灣教育社會學學會, 臺灣教育社會學學會. . . 元照出版有限公司. 2023-04. ISBN 978-957-511-980-5.
4. 1 2  邱仁武. . 民眾日報.   [2023-09-08]. （原始内容存档于2023-09-08）.
5. ↑  . Jikken igaku zasshi. 1937, 21 (8). ISSN 1883-6976. doi:10.3412/jsb1917.21.8_855.
6. ↑  臺灣教育社會學學會, 臺灣教育社會學學會. . . 元照出版有限公司. 2023-04. ISBN 978-957-511-980-5.
7. ↑  . itaiwan.moe.gov.tw.   [2023-09-08]. （原始内容存档于2023-09-08）.
8. ↑  陳, 瑜詩.  (PDF).   [2023-09-08]. （原始内容存档 (PDF)于2023-09-08）.
9. ↑  曾, 麗娟. . 2007-01  [2023-08-23]. （原始内容存档于2023-08-23） （中文）.
10. ↑  . Tokyo Kagaku Kaishi. 1897, 18. ISSN 1881-1116. doi:10.1246/nikkashi1880.18.94.
11. ↑  臺灣教育社會學學會, 臺灣教育社會學學會. . . 元照出版有限公司. 2023-04. ISBN 978-957-511-980-5.
12. ↑  https://www.facebook.com/ETtoday. . www.ettoday.net. 2013-04-19  [2023-09-08]. （原始内容存档于2023-09-08） （中文（繁體））.
13. ↑  . 蕃新聞. 2023-04-30  [2023-09-08]. （原始内容存档于2023-09-08） （中文（臺灣））.
14. ↑  媒事．看新聞. . 媒事．看新聞. 2023-05-01  [2023-09-08]. （原始内容存档于2023-09-08） （中文（臺灣））.
15. ↑  NanYing (NanYing). . 臺南市政府文化局. 2017-12-18 （中文（臺灣））.